# Bosnie-Herzégovine au Concours Eurovision de la chanson 2016
La Bosnie-Herzégovine est l'un des quarante-deux pays participants du Concours Eurovision de la chanson 2016, qui se déroule à Stockholm en Suède. Le pays revient après trois ans d'absence et une dernière participation en 2012. Il est représenté par un quatuor constitué de Dalal Midhat-Talakić, Deen, Ana Rucner et Jalaet leur chanson Ljubav je, sélectionnés en interne par le diffuseur BHRT. Le pays termine 11e en demi-finale avec 104 points, ce qui ne lui permet pas de se qualifier en finale.

## Sélection
Le diffuseur BRT confirme sa participation le 24 novembre 2015 Le lendemain, 25 novembre 2015 il annonce avoir sélectionné les artistes Dalal Midhat-Talakić, Deen et Ana Rucner comme représentants. La chanson Ljubav je, en bosnien, est publiée le 19 février 2016.

## À l'Eurovision
La Bosnie-Herzégovine participe à la première demi-finale, le 10 mai 2016. Arrivée 11e avec 104 points, le pays manque la qualification. C'est son premier échec depuis l'instauration des demi-finales en 2004.